# Internationale Code voor de bouw en uitrusting van schepen die gevaarlijke chemicaliën in bulk vervoeren
De Internationale Code voor de bouw en uitrusting van schepen die gevaarlijke chemicaliën in bulk vervoeren (International Code for the Construction and Equipment of Ships carrying Dangerous Chemicals in Bulk of International Bulk Chemical Code, IBC-code) is de SOLAS- en MARPOL-standaard op het gebied van het veilige vervoer van chemicaliën in bulk. Met resolutie MSC.4(48) werd op 17 juni 1983 bepaald dat de code op 1 juli 1986 van kracht zou worden. Met de code worden bepalingen uit SOLAS hoofdstuk VII en MARPOL bijlage II nader gespecificeerd. De code is verplicht op alle schepen onder SOLAS en MARPOL vallen die gevaarlijke chemicaliën vervoeren in bulk waarvan de kiel is gelegd op of na 1 juli 1986. Voor schepen die daarvoor zijn gebouwd is de BCH-code van toepassing.
De code beschrijft de constructie- en uitrustingsstandaards waaraan een schip dat gevaarlijke en/of schadelijke chemicaliën in bulk wil vervoeren, moet voldoen, onafhankelijk van de tonnenmaat. Deze zijn zodanig opgesteld dat de risico's bij het vervoeren van zulke chemicaliën tot een minimum worden herleid voor zowel schip, bemanning en omgeving. 
De methode hierachter is om elk schip een eigen type toe te wijzen, gebaseerd op de eigenschappen van het product dat vervoerd wordt. Elk product kan een of meerdere gevaarlijke eigenschappen hebben, deze kunnen zijn: ontvlambaarheid, toxiciteit, corrosief en reactief, alsook het mogelijke gevaar ten opzichte van de omgeving.
Er zijn 3 typen waarin de schepen kunnen ingedeeld worden:
- Een type-1-schip is een schip dat producten vervoert die een zeer groot risico vormen voor de omgeving en de gezondheid, er moeten dus maximale voorzieningen getroffen worden om te vrijwaren dat deze vrijkomt.
- Een type-2-schip bevat producten die aanzienlijke schade aan de omgeving en gezondheid kunnen veroorzaken, hierdoor moeten er belangrijke preventieve maatregelen genomen worden.
- Een type-3-schip is voorzien om producten te vervoeren die een groot genoeg risico vormen voor de omgeving en de gezondheid, deze vereisen een matige mate van insluiting om de intactheid van het schip te garanderen in een beschadigde toestand.

De eerste maal dat de IBC-code gepubliceerd werd was in 1983, de 2e en 3e editie kwamen respectievelijk uit in 1986 en 1990. De vierde editie kreeg een bijlage, er werd namelijk de index van gevaarlijke chemicaliën bijgevoegd. Deze editie verscheen in 1994. De 2e samengevoegde editie kwam uit in 1998 en de huidige in 2007.
De volledige code bestaat uit 21 hoofdstukken die elk een onderdeel beschrijven nodig voor het voldoen aan de code.
- Hoofdstuk 1: Algemene informatie
- Hoofdstuk 2: Survivalcapacity van het schip
- Hoofdstuk 3: Scheepsvoorzieningen
- Hoofdstuk 4: Soorten ruimen
- Hoofdstuk 5: Ladingtransfermateriaal
- Hoofdstuk 6: Constructiematerialen
- Hoofdstuk 7: Ladingtemperatuurbeheersing
- Hoofdstuk 8: Ruimventilatie en gaslossingsvoorzieningen
- Hoofdstuk 9: Atmosfeerbeheersing
- Hoofdstuk 10: Elektrische installaties
- Hoofdstuk 11: Brandbescherming en -bestrijdingsmateriaal
- Hoofdstuk 12: Mechanische ventilatie in het ladinggebied
- Hoofdstuk 13: Instrumenten en meters
- Hoofdstuk 14: Persoonlijke bescherming
- Hoofdstuk 15: Bijzondere eisen
- Hoofdstuk 16: Operationele eisen
- Hoofdstuk 17: Overzicht minimumeisen en lijst alle Noxious Liquid Substances
- Hoofdstuk 18: Lijst waarop de IBC-code geen toepassing heeft
- Hoofdstuk 19: Overzicht van alle producten in bulk
- Hoofdstuk 20: Transport van vloeibaar chemisch afval
- Hoofdstuk 21: Criteria voor het toekennen van vervoer voor producten onderworpen aan de IBC-code

Wijzigingen aan de code of toevoegingen worden eerst rondgestuurd als aanbevelingen. Zodra ze zijn goedgekeurd door de Maritime Safety Committee (MSC) en Marine Environmental Protection Committee (MEPC) of door de Internationale Maritieme Organisatie worden ze in de code opgenomen en verplicht gesteld.